# GNU Binutils
GNU Binary Utilities, або binutils — набір програмних інструментів для створення, компонування і інспекції програм у двійковому (машинному) коді, об'єктних модулів, програмних бібліотек, даних профілювання, програм на мові асемблера тощо. Перші версії binutils були розроблені фірмою Cygnus Solutions.
Пакет binutils як правило застосовується разом з компіляторами, такими як GNU Compiler Collection (gcc), інструментами побудови програм типу make, а також зі зневаджувачем GNU Debugger (gdb). Більшість програм пакету побудовані навколо так званої «бібліотеки дескрипторів бінарних форматів» libbfd (англ. Binary File Descriptor library), і таким чином підтримують різноманітні формати об'єктних файлів, реалізовані у libbfd.
Розробник H.J. Lu розвиває версію binutils, орієнтовану винятково на Linux.
Програми, що входять до binutils, включають:
| as        | Асемблер, широко відомий як GAS (GNU Assembler)                                     |
| ld        | Компонувальник                                                                      |
| gprof     | Інструмент для профілювання                                                         |
| addr2line | Інструмент для отримання імені файла і рядка за адресою у об'єктному файлі          |
| ar        | Архіватор об'єктних і бібліотечних модулів                                          |
| c++filt   | Інструмент для роботи з декорацією імен (програми на C++)                           |
| dlltool   | Інструмент для створення і маніпуляції бібліотек DLL для Microsoft Windows          |
| gold      | Альтернативний компонувальник                                                       |
| nlmconv   | Конвертор об'єктних файлів у NetWare Loadable Module                                |
| nm        | Інструмент для отримання списку символів у об'єктних файлах                         |
| objcopy   | Інструмент для копіювання секцій об'єктних файлів (з можливими змінами)             |
| objdump   | Виведення інформації про об'єктні файли                                             |
| ranlib    | Генератор індексів для архівів (заглушка)                                           |
| readelf   | Вивід різноманітної інформації з ELF-файлів                                         |
| size      | Вивід інформації про розмір секцій                                                  |
| strings   | Вивід «рядків» з двійкових файлів                                                   |
| strip     | Інструмент для вилучення символьної (зневаджувальної) інформації з двійкових файлів |
| windmc    | Генератор Windows message resources                                                 |
| windres   | Компілятор ресурсів Windows                                                         |

Розробних Ульріх Дреппер створив альтернативу binutils — пакет elfutils, орієнтований винятково на операційні системи на основі Linux і формати ELF / DWARF.